# 1988年夏季残疾人奥林匹克运动会巴林代表团
1988年夏季残疾人奥林匹克运动会巴林代表团是巴林派出的1988年夏季残疾人奥林匹克运动会代表团。获得1枚金牌、1枚银牌和1枚铜牌。